# Эккардт, Юлиус фон
Юлиус Альберт Вильгельм фон Эккардт (нем. Julius Albert Wilhelm von Eckardt; 20 июля (1 августа) 1836—20 января 1908) — немецкий журналист, историк, дипломат.

## Биография
Родился 20 июля (1 августа) 1836 года в Вольмаре Лифляндской губернии в семье юриста Юлиуса Кристапа Эрнеста фон Экарда и его жены Элизабет Элеонор, урожденной фон Ленц.
В 1855 году поступил в Санкт-Петербургский университет, но в следующем году продолжил обучение на юридическом факультете Дерптского университета, который окончил в 1859 году кандидатом права. В 1860 году слушал лекции в Берлинском университете.
В 1860—1867 годах служил нотариусом в Лифляндской консистории и редактировал «Rigasche Zeitung» (1861—1867). Эмигрировал в Германию и в течение 1867—1870 годов редактировал в Лейпциге «Die Grenzboten»; получил здесь степень доктора философии. Затем, в 1870—1874 годах он был редактором «Hamburgische Correspondent» и писал статьи для «Hamburger Börsenhalle». Эккардт был в числе основателей «Союза социальной политики»
С 10 апреля 1874 года был секретарём в гамбургском сенате. Продолжал писать, особенно, на тему политики России в Прибалтике. Когда в 1882 году книга Эккарда вызвала неудовольствие Сената (по-видимому, под давлением России), ему был предоставлен выбор: либо воздержаться от дальнейших публикаций, либо уйти со службы. Через некоторое время после того, как 10 июля 1882 года Эккардт оставил службу в сенате, Отто Бисмарк пригласил его в Берлин. Эккардт сначала работал в различных министерствах, а в 1885 году был назначен консулом в Тунисе. С 1889 года был консулом в Марселе. В 1892 году был назначен генеральным консулом в Стокгольме, с 1897 года занимал ту же должность в Базеле в 1897 году и с 1900 года — в Цюрихе.
Вышел на пенсию в 1907 году и переехал в Веймар, где 20 января 1908 года скончался. Был похоронен в Травемюнде.
Главные его сочинения до дипломатической службы:
- «Die baltischen Provinzen Russlands» (1869);
- «Jungrussisch und altlivländisch» (1871);
- «Russlands ländliche Zustände seit Aufhebung der Leibeigenschaft» (1870);
- «Livland im XVIII Jahrhundert» (1876);
- «Figuren und Ansichten der pariser Schreckenszeit» (1893);
- «Berlin-Wien-Rom» (1892, анонимно).

Ему также приписывают также анонимные произведения: «Aus der Petersburger Gesellschaft» (1880), «Russland vor nach dem Kriege» (1879); «Berlin und Petersburg» (1880); «Von Nikolaus I zu Alexander III» (1881); «Russ. Wandlungen» (1882); «Aussichten des deutschen Parlamentarismus» (1882).
После смерти было напечатано «Lebenserinnerungen» (1910).

## Семья
Жена — Изабелла Давид (1837—1903), дочь скрипача и композитора Фердинанда Давида. Дети:
- Генрих фон Экардт (1861—1944)
- Феликс фон Экардт (1866—1936)
- Аннет фон Экардт (1871—1934)